# Бачено
Бачѐно (на италиански: Baceno, на местен диалект: Bascén, Башен) е село и община в Северна Италия, провинция Вербано-Кузио-Осола, регион Пиемонт. Разположено е на 655 m надморска височина. Населението на общината е 928 души (към 2010 г.).